# يوم الشهداء سجل حرب صغيرة
يوم الشهداء: وقائع حرب صغيرة هو كتاب صدر عام 1992 عن حرب الخليج الأولى في العراق بقلم مايكل كيلي .

## استقبال
ربح كيلي عدة جوائز وتقديرات تقديرية لتغطيته لحرب الخليج الأولى عام 1991. استخدم الجيش الأمريكي نظامًا لإدارة تجمعات الصحفيين لتنظيم المراسلين، والتحكم في وصولهم، والحصول على تغطية إعلامية إيجابية، إلا أن كيلي اختار عدم الانضمام إلى هذا النظام مفضلًا التغطية المتفردة.  شكلت تجربته خلال عملية عاصفة الصحراء بعد ذلك أساسًا لكتابه "يوم الشهداء: وقائع حرب صغيرة" (1993). وقد سبق أن فاز تقريره عن الحرب في مجلة "ذا نيو ريبابليك" بجائزة المجلة الوطنية وجائزة الصحافة الخارجية. 
حصل الكتاب على جائزة PEN /Martha Albrand لأول عمل غير روائي في عام 1994.  قارن تيد كوبل كتاب كيلي بكتاب الصحفي مايكل هير Dispatches ، قائلاً إن كيلي قد التقط حرب الخليج في المطبوعات بشكل قاطع كما فعل هير في حرب فيتنام . 
قال ديفيد رمنيك من مجلة نيويوركر إن رواية كيلي الصحفية، التي تصف الرعب أثناء الحرب، تنتمي إلى نفس النوع مثل تكريم جورج أورويل لكتالونيا عن الحرب الأهلية الإسبانية أو تقارير إيرني بايل أثناء الحرب العالمية الثانية .  قال هيرتزبيرج من مجلة نيو ريبابليك الطريق إلى الجحيم"، الذي ظهر في الأول من أبريل عام 1991، ووصف طريق الموت ، كان "أكثر ما لا يُنسى"،  وأشاد فاري من مجلة أتلانتيك بنفس المقالة "لتأثيرها العاطفي". 

## قراءة إضافية
- Pipes، Daniel (يونيو 1994)، "Martyr's Day: Chronicle of a Small War by Michael Kelly"، الشرق الأوسط الربع سنوية، مؤرشف من الأصل في 2025-04-27 – عبر author's website danielpipes.org [sic title]
- "Why We Are in Iraq ("Michael Kelly, R.I.P")"، كريستيانتي تودي، 1 أبريل 2003، مؤرشف من الأصل في 2024-07-14
- "Martyrs' Day: Chronicle of a Small War"، مراجعات كيركس (book review)، 15 ديسمبر 1992، مؤرشف من الأصل في 2025-04-02
- Raban، Jonathan (14 مارس 1993). "Smart Missiles, Dumb Media: Martyrs' Day: Chronicle of a Small War By Michael Kelly". لوس أنجلوس تايمز. مؤرشف من الأصل في 2025-02-20.

## روابط خارجية
- مايكل كيلي: يوم الشهيد: وقائع حرب صغيرة ، ملاحظات الكتاب (سي-سبان)، 28 مارس 1993. "ناقش مايكل كيلي البحث وراء كتابه، يوم الشهيد: وقائع حرب صغيرة ، الذي نشرته دار راندوم هاوس، والذي ركز على العراق أثناء حرب الخليج وبعدها.